# Ove Emanuelsson
Ove Emanuelsson (* 21. Mai 1941 in Tidaholm; † 19. Juni 2021 in Tibro) war ein schwedischer Kanute. Er nahm von 1960 bis 1968 an drei Olympischen Sommerspielen teil.
Bei den Olympischen Spielen 1960 wurde er beim Sieg des Ungarn János Parti im Einer-Canadier über 1000 Meter Vierter, was seine beste Platzierung sein sollte. Er wurde dabei kurz vor Ende vom Olympiasieger 1956, dem Rumänen Leon Rotman, von Platz 3 verdrängt. Bei den Spielen 1964 und 1968 schaffte er es ins Finale, verpasste jedoch mit den Plätzen 5 und 6 jeweils das Podium.